# Полищук, Олег Викторович
Олег Викторович Полищук (род. 21 июля 1968, Ватутино, Черкасская область) — народный депутат Украины.

## Биография
Родился 21 июля 1968 (м. Ватутино, Черкасская область); украинец.
Образование: Киевский политехнический институт (1994), «Теплоэнергетика».
1987—89 — служба в армии.
1989—90 — электромонтер, Звенигородский районный узел связи.
1997—98 — 1-й заместитель председателя правления ОАО «Кировограднефтепродукт».
05.1998 — 05.2002 — Народный депутат Украины 3-го созыва от ПЗУ, № 17 в списке.
Председатель подкомитета по вопросам связи, информационных сетей и почты Комитета по вопросам строительства, транспорта и связи (с 07.1998), член фракции ПЗУ (с 05.1998).
2001 год — вступил в брак с Екатериной Осадчей.
2002 — кандидат в народные депутаты от ПЗУ, № 16 в списке.
Народный депутат Украины 6-го созыва с 06.2008 до 10.2011 от Блока Литвина, № 22 в списке.
На время выборов: руководитель направления маркетинга и аналитики ООО «Торговая гильдия», член ТПУ.
Член Комитета Верховной Рады Украины по вопросам транспорта и связи.
Член Временной следственной комиссии Верховной Рады Украины по вопросам расследования обстоятельств смерти народного депутата Украины IV созыва И. Плужникова и завладения неизвестными лицами его собственностью, акциями телекомпании «Интер».